# Cleppé
Cleppé is een gemeente in het Franse departement Loire (regio Auvergne-Rhône-Alpes) en telt 454 inwoners (1999). De plaats maakt deel uit van het arrondissement Montbrison.

## Geografie
De oppervlakte van Cleppé bedraagt 15,5 km², de bevolkingsdichtheid is 29,3 inwoners per km². De Loire stroomt door de gemeente.
De onderstaande kaart toont de ligging van Cleppé met de belangrijkste infrastructuur en aangrenzende gemeenten.

## Demografie
Onderstaande figuur toont het verloop van het inwonertal (bron: INSEE-tellingen).

## Kasteel
In de 11e eeuw werd hier een kasteel gebouwd. Het was een versterkt kasteel met elf torens en een brede slotgracht. Het was een van de kastelen van de graven van Forez. Anne van Auvergne verbleef hier geregeld als gravin van Forez en overleed er ook in 1417. Het kasteel van Cleppé werd vanaf 1667 ontmanteld op bevel van de Franse kroon. Er rest een 22 meter hoge toren van het kasteel.